# 泽泻科
泽泻科是一类水生植物，包括有12个属大约85-95种，广泛分布在全世界各地，在北半球温带地区的种类最多，绝大部分为草本植物，一般生长在沼泽或水塘中。中国有5属约13种，全国均有分布。

## 形态
泽泻科植物大部分为多年生植物，也有部分种类为一年生植物，如果在永久有水的环境中就可能是多年生，但在只有季节性有水的环境就可能是一年生，当然也有例外情况。这科植物的茎一般为匍匐状，没入水下的叶细线状，但伸出水面的叶变宽，有的成为箭头状，基生，叶柄具鞘。
花序总状或圆锥状，花被二轮，外轮3片花萼状，内轮3片花瓣状。雄蕊6至多数，少数为3，瘦果，种子没有胚乳，胚为马蹄形弯曲。

## 分类
根據被子植物APG III分类法，現在的泽泻科包含17個現存的屬和2個化石屬：
- 荇叶慈姑属 Albidella Pichon
- 泽泻属 Alisma L., 1753
- Alismaticarpum † Collinson
- 刺果泽泻属 Astonia S.W.L.Jacobs, 1997
- 假泽泻属 Baldellia Parl., 1854
- 微瓣泽泻属 Burnatia Micheli, 1881
- 拟花蔺属 Butomopsis Kunth
- 泽苔草属 Caldesia Parl., 1860
- 星果泽泻属 Damasonium Mill., 1754
- 肋果慈姑属 Echinodorus Rich. ex Engelm., 1848
- 链剑草属 Helanthium (Benth. & Hook. f.) Engelm. ex J.G. Sm.
- 水金英属 Hydrocleys Rich.
- 黄花蔺属 Limnocharis Bonpl.
- 圆果慈姑属 Limnophyton Miq., 1855
- 欧泽泻属 Luronium Raf., 1840
- 毛茛泽泻属 Ranalisma Stapf, 1900
- † Sagisma Nikitin
- 慈姑属 Sagittaria L., 1753
- 穗花泽泻属 Wiesneria Micheli, 1881

### 种植和利用
有的种类例如慈姑属，其根状茎可以食用，美洲印第安人也将它们作为食物。有的种可以作为观赏植物和水族箱中的水草。